# Республика Ноли
Республика Ноли (итал. Repubblica di Noli; лиг. Repubbrica de Nöi) — итальянская морская республика с центром в городе Ноли в Лигурии, на северо-западном побережье Апеннинского полуострова, существовавшая с 1192 по 1797 год. Для собственной защиты от возможных атак со стороны Савоны и Маркграфства Финале, Ноли вступила в союз в 1202 году с Генуэзской республикой в своего рода протекторат, фактически, документы того времени показывают, что отношения были равными, а не подчиненными. Благодаря этому союзу значение республики возросло до такой степени, что в 1239 году папа Григорий IX учредил там епархию.

## История
Свидетельство о основании морской республики было подписано 7 августа 1192 года в церкви Сан-Парагорио. Именно тогда Генрих II продал замок Сеньо и другие дворянские права городу Ноли.
Император и король Сицилии Генрих VI декретом в 1196 году отделил Ноли от Финале, в силу диплома, который признал автономию с олигархической формой правления, чьи органы представляла Подеста, Совет консулов и Совет глав Дома.